# NGC 323
NGC 323 je galaksija u zviježđu Feniks.

## Vanjske poveznice
- SEDS: NGC 323